# 黎大剛
黎大剛（約1739年—約1820年），字恭健，廣東新會縣（今江門市新會區）都會鄉人。清朝軍事將領，武探花及第。

## 生平
黎大剛體格魁梧，器宇軒昂，乾隆三十九年（1774年）中式武舉人，四十六年（1781年）登辛丑科一甲第三名武進士。授官二等侍衞。乾隆五十五年（1790年），外放廣西右江鎮標右營遊擊。乾隆五十八年（1793年）護理鎮安協副將。歷升鎮安協副將。嘉慶六年（1801年）升署廣西左江鎮總兵。後調山東總兵。嘉慶十五年（1810年），轉廣西梧州總兵，不久署廣西提督。年六十六告歸。

## 後代
女黎氏，適新會秀才梁維清，為近代名人梁啟超祖母。